# Walburga
Walburga, Walburgis of Walburg (Devonshire, Wessex, rond 710 - Heidenheim, 25 februari 779) was een dochter van koning Richard van Wessex en een zuster van Willibald van Eichstätt en Winebald.
Zij werd non en evangeliseerde vanaf 748 in het huidige Duitsland samen met onder meer Bonifatius en haar broers. Later werd ze abdis van Heidenheim.
Volgens de overlevering kwam er geneeskrachtige olie uit een rots waarop haar relikwieën waren geplaatst. De nacht van 1 mei, de dag waarop haar relikwieën in 870 naar het Sint Walburgklooster in Eichstätt werden overgebracht, wordt de Walpurgisnacht genoemd en markeert het begin van de zomer.
Volgens de rooms-katholieke traditie kan men de hulp van de heilige Walburga aanroepen tegen hondsdolheid, hoest, pest, oogziekten, stormen, hongersnood en vele andere plagen. Zij is patrones van landbouwers, schippers, zeelui en huisdieren. Zij is tevens de beschermheilige van Netterden, Oudenaarde, Veurne, Antwerpen, Zutphen, Groningen, R.K.v.v. Walburgia (Ohé en Laak) en het bisdom Plymouth.
Haar naamdag is op 25 februari (en op 1 mei).